# I nuovi barbari
I nuovi barbari  és una pel·lícula d’acció post-apocalíptica italiana del 1983 dirigida per Enzo G. Castellari, escrita per Castellari i Tito Carpi. i protagonitzada per Giancarlo Prete i George Eastman. La trama té lloc l'any 2019, després d'un holocaust nuclear, on dos solitaris entre les restes de la raça humana famolenca protegeixen un grup de pelegrins d'una banda viciosa decidida al genocidi.

## Argument
L'any 2019, després d'una guerra nuclear, la humanitat es redueix a uns quants grups de fam. Una banda despietada anomenada "Els Templers" ataca constantment els colons en un intent d'exterminar tothom per purgar la Terra. Un antic templer, Scorpion, juntament amb els seus aliats, impedeix que un petit grup de colons religiosos sigui massacrat pels templers.

## Repartiment
- Giancarlo Prete (com a Timothy Brent) com a Scorpion
- Fred Williamson com a Nadir
- George Eastman com a One
- Anna Kanakis com Alma
- Ennio Girolami (com a Thomas Moore) com a Shadow
- Venantino Venantini com el pare Moisès
- Massimo Vanni com a Mako
- Giovanni Frezza com a jove mecànic
- Iris Peynado com a Vinya
- Andrea Coppola com a amiga de Mako
- Zora Kerova com la dona de Moisès

## Producció
I nuovi barbari es va rodar ala afores de Roma a finals de 1982.. Quan es parla de Els guerrers del Bronx, I nuovi barbari i Fuga dal Bronx, Castellari va dir que les tres pel·lícules van ser escrites, preparades i filmades en sis mesos.
Pel que fa a les acrobàcies de la pel·lícula, Castellari va afirmar que va filmar cada escena a tres velocitats diferents: 24 fps, 55 i 96. Castellari va afirmar que això li va permetre "editar tota la seqüència d'una manera més interessant. Dóna molt més impacte a la l'acrobàcia sencera i en realitat sembla molt més impressionant i potent del que és en realitat."

## Llançament
I nuovi barbari es va estrenar a Itàlia el 7 d'abril de 1983. Va ser llançat als Estats Units el gener de 1984 amb el títol de Warriors of the Wasteland. Va ser distribuït per New Line Cinema.

## Recepció
Castellari tenia records positius de fer la pel·lícula, afirmant que "era una pel·lícula extremadament barata. El pressupost era increïblement petit, però estic força orgullós d'haver aconseguit fer una pel·lícula rodada als afores de Roma". Variety va trobar la pel·lícula derivada de Mad Max 2 a més de tenir elements de Megaforce fr Hal Needham i altres pel·lícules. Variety va pensar que Castellari va cometre un error en utilitzar la càmera lenta en contra de les emocionants escenes d'acció d'alta velocitat de George Miller, trobant que les pel·lícules de persecucions de cotxes "sembla que es produirà a 25 mph". Al llibre de Phil Hardy Science Fiction (1984),  una crítica va trobar que la pel·lícula era massa derivada de Mad Max 2. El Monthly Film Bulletin va descriure la pel·lícula com una versió "desvergonyidament aigualida i sobrecalentada" de Mad Max 2.
En una ressenya retrospectiva, AllMovie va atorgar a la pel·lícula dues estrelles de cinc, va trobar que la pel·lícula captura "el veritable esperit de les pel·lícules de baix pressupost de principis dels 80, I nuovi barbari no és ni intel·ligent ni original, però un motí per a qualsevol que s'enfili a Mad Max i tots els seus seguidors."